# 프라이베르크 전투
프라이베르크 전투는 1762년 10월 29일 벌어진 전투로 7년 전쟁의 주요 전투 중 마지막으로 벌어졌다.

## 배경
프리드리히 대왕(Frederick II of Prussia)의 남동생 프로이센의 하인리히 공(Prince Henry of Prussia)은 비록 2진 부대와 비정규 대대로 구성된 군대를 이끌고 있었지만 안드라스 하디크(András Hadik)가 지휘하는 오스트리아군의 지원을 받고 있는 스톨베르크 공(Prince Stolberg)이 지휘하는 제국군(Reichsarmy)에 대해 공세를 펼치기로 결심하였다. 오스트리아-신성로마제국군은 고지대의 정상에 위치한 보루 뒤로부터 참호를 파기 시작하여 프라이베르크의 서쪽까지 이어나갔다. 이러한 오스트리아-신성로마제국군의 위치는 드레스덴(Dresden)으로 향하는 적의 움직임을 봉쇄할 수 있었다. 오스트리아-신성로마제국군의 후방에는 물데 강(River Mulde)이 있었는데, 이 강에 놓여있는 다리를 통해 마을 동쪽으로 건너갈 수 있었다. 10월 28일 하인리히 공과 그의 부관들은 오스트리아-신성로마제국군의 배치를 정찰하기 위해 움직였다. 이러한 프로이센군의 움직임은 고지대 앞에 펼쳐진 숲 지역을 장악하고 있던 오스트리아군의 경무장 부대에 의해 저지되었다. 그러나 하인리히는 오스트리아-신성로마제국 연합군의 배치를 묘사한 정확한 그림을 그려 충분한 정보를 획득할 수 있었다.
하인리히는 캄피텔리(Campitelli) 휘하의 오스트리아군의 주력이 고지대에서 마을의 서남쪽으로부터 적이 진군하는 것을 저지하는 동안 제국군은 서쪽으로부터 프라이베르크로 진군하는 것을 막는 역할을 맡고 있다고 확실할 수 있었다. 하인리히는 또 비록 오스트리아군과 제국군이 전면에 몇 개의 임시 보루와 울타리를 건설하여 방어를 강화하기는 했지만, 제국군이 어떤 '위험한 처지'에 처해 이동함에 따라 오스트리아 - 신성로마제국군의 좌익을 지킬만한 충분한 병력이 없다는 것을 파악하였다. 이는 소규모 분견대를 이용하여 오스트리아군을 서남쪽에 묶어두고 주력군을 이끌고 측면공격을 감행하여 오스트리아군에 비해 약한 제국군을 격파하는 계획을 세운 하인리히 공에게 너무나도 매력적인 타겟이었다. 하인리히는 참호 뒤에 유리한 위치를 차지하고 있는 메이에르(Meyer) 휘하의 오스트리아군이 자신들의 위치를 벗어나지 않을 것이라 확신하고 도박을 하였다.

## 전투
10월 29일 동이 틀 무렵 하인리히 공은 평원에 병력을 집결시키고 랑 헨네르스도르프(Lang Hennersdorf)의 서쪽으로 향했다. 좀 더 자세히 그 움직임을 설명하면, 포르카데(Forcade)가 예비대를 이끌고 북쪽으로 이동하고, 클라이스트(Kleist)는 메이에르를 묶어두기 위해 남쪽으로 향했으며, 하인리히 공은 자이드리츠(Seydlitz)와 슈터하임(Stutterheim)과 함께 제국군이 진을 치고 있는 고지에 대하여 공격을 개시했다. 이렇게 움직일 때, 프로이센군의 선봉부대는 숲에서 오스트리아군 휘하의 크로아티아 부대와 짧은 시간 교전을 하였다. 크로아티아군은 프로이센 본대와 맞서게 되자 곧 퇴각하였다. 그러나 곧 소(小) 슈터하임의 공격은 캄피텔리가 지휘하는 군단의 강력한 저항을 받게 되었고, 이로 인해 공격은 지연되었다. 몇몇 프로이센 기병부대의 공격도 오스트리아군과 전위를 안정시키기 위해 좌익에서 급파된 제국군 여단을 물러나게 하는데 실패하였다. 프로이센군의 주력이 이 위치에서 공격을 계속하는 동안 자이드리츠는 지형이 자신의 기병대에게 불리하다는 것을 알아채고는 자신의 맡고 있는 부대의 보병대에게 명령하여 캄피텔리의 측면을 공격하게 하였다. 이 공격이 개시되자 스톨베르크는 트로이즈 크로익스(Trois Croix)라 알려진 낮은 언덕의 방어를 보강하기 위해 부대를 남쪽으로 이동시켰다. 하인리히는 지금 돌아가는 상황의 중요성을 인식하였고, 자신이 지휘하는 척탄병들에게 스톨베르크의 본대에 돌격을 하라고 명령하였다. 제국군은 프로이센군에 돌격을 감행하여 비록 많은 피해를 입고 물러났지만, 제국군 척탄병으로 하여금 언덕을 장악할 충분한 시간을 벌 수 있었다.
결코 무익하게 가만히 있는 사람이 아닌 대(大) 슈터하임은 제국군이 남쪽으로 이동하는 것을 발견하였고, 자신이 지휘하는 부대의 앞에 있는 방어부대가 이 같은 움직임으로 인하여 약화되었다는 것을 깨달았다. 그는 휘하의 군대에게 즉각적으로 공격을 개시하도록 명령을 내렸고, 오스트리아 보병대는 붕괴되었다. 프로이센의 벨링 후사르(The Prussian Belling Hussars)와 KR4는 붕괴된 오스트리아군을 돌파하는 돌격을 감행하였고, 이로 인해 오스트리아군이 분산됨에 따라 프로이센군은 승기를 장악할 수 있었다. 스톨베르크는 동맹군이 퇴각함에 따라 자신이 지휘하는 부대의 측면이 적의 공격에 노출된 것을 깨닫고 즉각적으로 퇴각할 것을 명했다. 제국군이 자신의 위치에서 물러남에 따라 캄피텔리의 나머지 부대도 뒤따라 퇴각을 시작했다. 미리 예고되었듯 메이에르의 부대는 잔여부대를 돕기 위해 자신들의 위치에서 물러나지 않았다. 메이에르는 후에 자신이 맡은 위치를 사수하기 위하여 최후까지 싸우라는 명령을 내렸다고 주장하였다. 프로이센군은 1,400명을 잃었고, 오스트리아-신성로마제국군은 7,000명의 병력과 9개의 군기, 28문의 포를 상실했다.

## 결과
오스트리아-신성로마제국 연합군은 피르나(Pirna)로 물러났고, 프로이센군은 처음에는 조심스럽게 뒤를 따르다가 얼마 안 있어 좀 더 대담하게 추격을 하기 시작했다. 클라이스트는 11월의 첫 주 동안 작센에 있는 오스트리아군의 보급 창고를 공격하기 위해 파견되었고, 작전을 성공시켰다. 그는 또 하인리히 공의 명령에 따라 황제파를 격파하기 위해 오랜 기간 행군하여 프랑코니아(Franconia)에 진입하였다. 나움베르크(Naumberg), 뷔르츠부르크(Würzburg), 레겐스부르크(Regensburg)는 프로이센군에게 점령당했고, 점령군을 지휘하는 하인리히 공으로부터 기부금을 차출당했다. 스톨베르크는 하디크(Hadik)와 함께 귀환하여 고향을 방어하기 위한 무의미한 노력을 하고 있었다. 그러나 하디크는 스톨베르크 몰래 프리드리히 대왕에게 밀사를 보냈고, 이들은 제국군의 해산을 골자로 하는 협상을 체결하였다.